# Raymond Heerenveen
Raymond Alfred Heerenveen (ur. 9 listopada 1948 na Curaçao) – antylski i holenderski lekkoatleta.

## Kariera

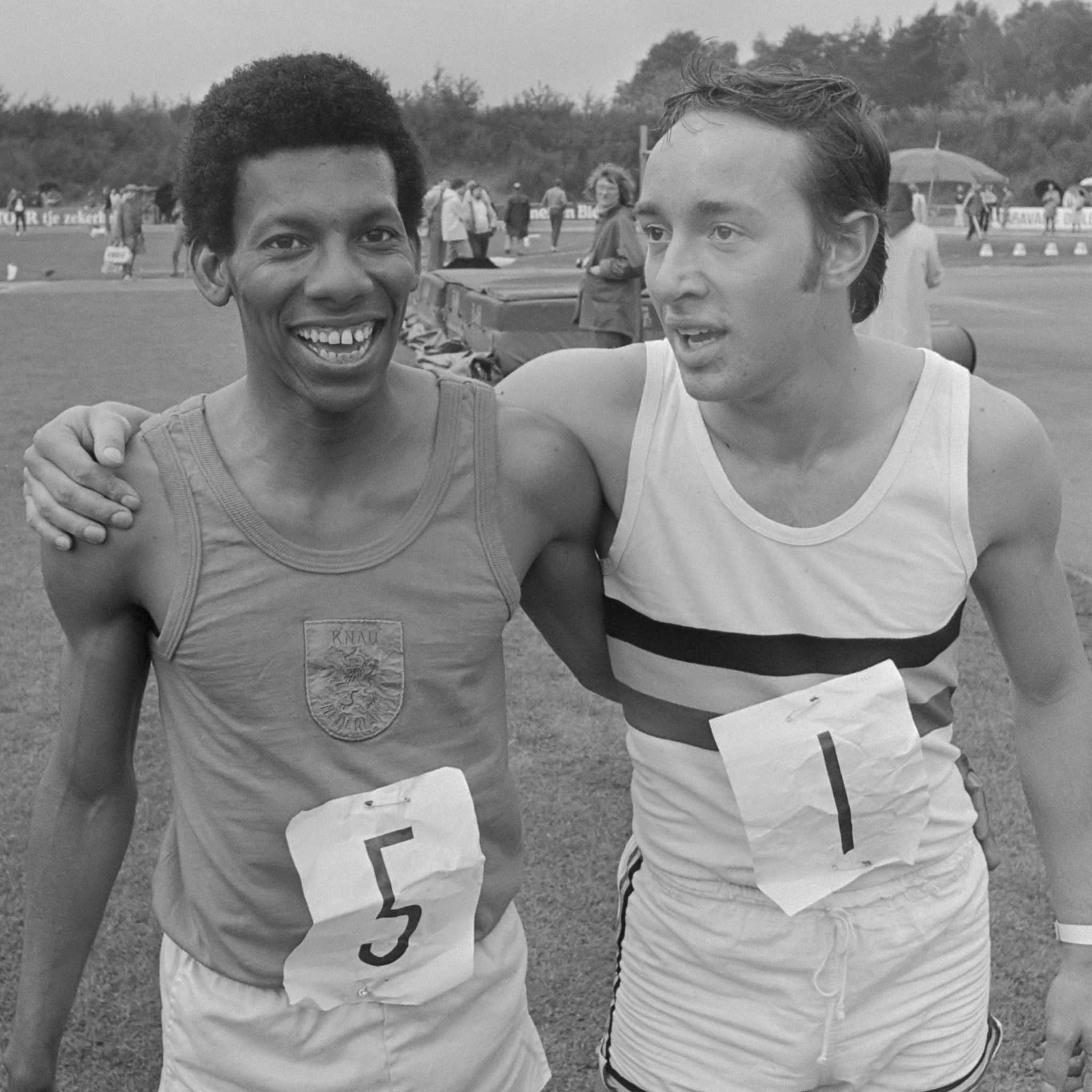
Raymond Heerenveen (z lewej), 1974

Lekkoatletykę zaczął trenować w 1971, wcześniej uprawiał siatkówkę.
W 1975 zajął 7. miejsce na igrzyskach panamerykańskich w biegu na 200 m z czasem 21,37 s, a także został brązowym medalistą mistrzostw Ameryki Środkowej i Karaibów na 200 m. W 1976 wystartował na igrzyskach olimpijskich, odpadając w ćwierćfinale biegu na 400 m, zajmując ostatnie, 8. miejsce w swoim biegu z czasem 48,88 s. W 1980 ponownie chciał wystąpić na igrzyskach olimpijskich, tym razem jako reprezentant Holandii, jednak według ówczesnych przepisów MKOl zawodnik nie mógł reprezentować dwóch różnych państw na dwóch kolejnych igrzyskach, dlatego mimo starań holenderskiego związku lekkoatletycznego (KNAU) nie zezwolono mu na udział w zawodach.
Mistrz Holandii na 200 m z 1974 i 1978 oraz 100 m z 1978 i 1979, a także halowy mistrz Holandii na 50 m z 1975 oraz na 60 m z 1974, 1978, 1979 i 1980. Reprezentował PEC Zwolle (do 1977) i Ciko'66 Arnhem (od 1977).
Rekordzista Holandii na różnych dystansach sprinterskich i w biegach sztafetowych.

### Rekordy życiowe
- 400 m – 46,33 s (Pretoria, 22 marca 1975), dawny rekord Holandii[12][13]
- 400 m (hala) – 48,1 s (Dortmund, 23 marca 1980), dawny rekord Holandii[14]

## Życie osobiste
Żonaty z Elly Sissing, z którą miał córkę Mariellę.